# Remember Monday
Remember Monday je britanska country-pop dekliška skupina iz Surreya, ki jo sestavljajo Lauren Byrne, Holly-Anne Hull in Charlotte Steele.

## Kariera
Trio se je spoznal med skupnim študijem in kmalu jih je povezala skupna strast do glasbe. Njihovo ime skupine izvira iz tega, da so bile njihove vaje vedno potekale ob ponedeljkih. Trio je nato začel skupaj peti in objavljati videe na TikToku. Leta 2019 so sodelovale v osmi sezoni The Voice UK. Za svojo mentorico so izbrale Jennifer Hudson.
Leta 2023 so se dale odpoved v službah in se popolno osredotočile na skupino. 7. marca 2025 je BBC objavil, da je bila skupina interno izbrana za zastopanje Združenega kraljestva na Pesmi Evrovizije 2025 v Baslu. Nastopile bodo s pesmijo »What the Hell Just Happened?«. Prav tako bodo prva dekliška skupina, ki bo zastopala Združeno kraljestvo po letu 1999.

## Diskografija

### EP
| Naslov           | Podrobnosti                                                                                          |
| ---------------- | --- |
| Hysterical Women | - Objavljeno: 3. februarja 2023 - Založba: Samostojno izdano - Formati: digitalni prenos, pretakanje |
| Crazy Anyway     | - Objavljeno: 25. oktobra 2024 - Založba: Samostojno izdano - Formati: digitalni prenos, pretakanje  |

### Pesmi
| Naslov                           | Leto | EP               |
| -------------------------------- | ---- | ---------------- |
| »Find My Way«                    | 2019 |                  |
| »Version of You«                 | 2020 |                  |
| »Fat Bottomed Girls«             | 2021 |                  |
| »What I Know Now«                | 2021 |                  |
| »Nothing Nice to Say«            | 2022 | Hysterical Women |
| »Let Down«                       | 2023 | Hysterical Women |
| »Laugh About It«                 | 2024 |                  |
| »Hand in My Pocket«              | 2024 |                  |
| »Show Face«                      | 2024 |                  |
| »Brown Eyed Girl«                | 2024 |                  |
| »What the Girls Bathroom is For« | 2024 |                  |
| »Famous«                         | 2024 | Crazy Anyway     |
| »What the Hell Just Happened?«   | 2025 |                  |